# VR-NetKey
Der VR-NetKey ist eine personenbezogene Kennung für das Onlinebanking bei Volksbanken und Raiffeisenbanken in Deutschland. Technischer Dienstleister hierfür ist die Atruvia AG.
Als Autorisierungsmedium hat der VR-NetKey Anfang 2005 beim PIN-/TAN-Verfahren die Anmeldung mit Kontonummer abgelöst. Vorher waren die Zugangsdaten (PIN) und Transaktionsnummern (TANs) auf das jeweils damit zu verwaltende Konto bezogen. Der VR-NetKey ist demgegenüber personenbezogen. Es können damit alle Konten verwaltet werden, die dem VR-NetKey zugeordnet sind. Dies können sowohl Bankkonten sein, bei denen der VR-NetKey-Inhaber alleiniger Kontoinhaber ist, aber auch alle Konten, auf die der VR-NetKey-Inhaber Vollmacht hat, also zum Beispiel Gemeinschaftskonten oder Firmenkonten.
Der VR-NetKey wird als 5- bis 11-stelliger numerischer Schlüssel ausgegeben. Der VR-NetKey-Inhaber kann diesem jedoch einen alphanumerischen 7- bis 35-stelligen Alias zuordnen. Als TAN-Verfahren kommen derzeit das sm@rt-TAN-Verfahren und die pushTAN-App VR-SecureGo plus zum Einsatz. Inzwischen sind die klassische TAN-Liste, die iTAN-Liste und das mobileTAN-Verfahren nicht mehr in Verwendung.

## Quelle
- Pressemitteilung der Fiducia IT